# 브루누 샤비에르 알메이다 코스타
브루누 샤비에르 알메이다 코스타(포르투갈어: Bruno Xavier Almeida Costa, 1997년 4월 19일~)는 포르투갈의 축구 선수이다.

## 클럽 경력
브루노 코스타는 포르투갈 명문 구단 FC 포르투 유소년팀 출신으로, UEFA 챔피언스리그와 유로파리그 등 유럽 대항전 경험이 있다. 이후 포르투갈 1부 리그에서 CD 나시오날 소속으로 19경기 2골 1도움을 기록하며 존재감을 드러냈다.  
2025년 6월, 경남 FC로 이적해 K리그2 무대에 입성하였다.

## 국가대표 경력
포르투갈 U15부터 U21까지 연령별 대표팀에 꾸준히 소집된 경험이 있다.